# Rame inox de banlieue
Une rame inox de banlieue ou RIB désigne un type de rame ferroviaire réversible à caisse en acier inoxydable  conçues pour le service des trains de banlieue en Île-de-France. Chaque voiture comporte trois plateformes d'accès dotées de portes à deux vantaux coulissants, délimitant quatre salles à allée centrale.
Plusieurs séries ont été construites : RIB 60, RIB 70, RIB 76 suivies par la famille des RIO décrites par ailleurs qui en sont les descendantes directes. Au total, 1066 caisses ont été construites.
De 2018 à 2020, les rames inox de banlieue étaient le matériel roulant le plus ancien encore en circulation sur le réseau Transilien.

## RIB 60

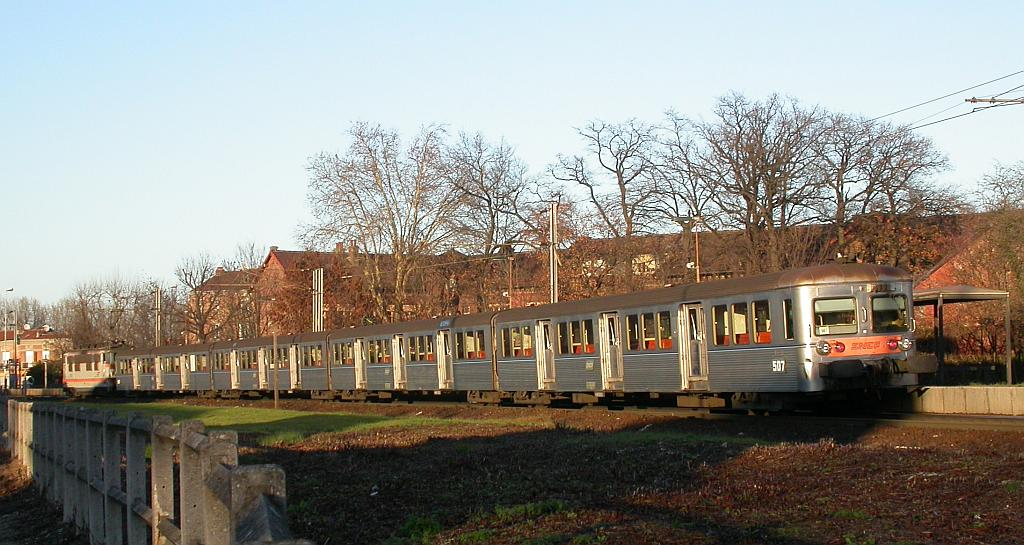
Rame de quatre voitures et BB 16500.

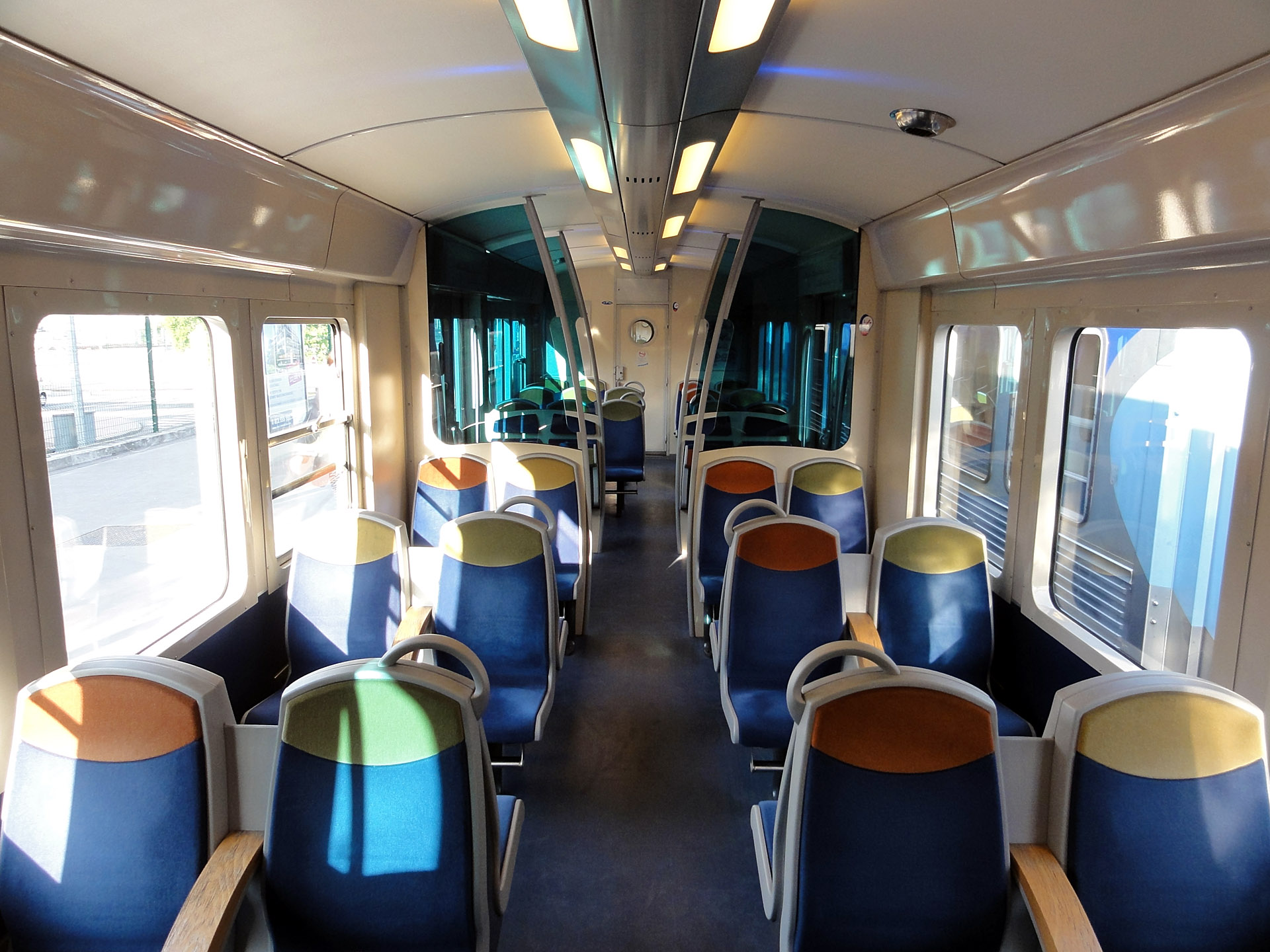
Vue d'ensemble d'une voiture rénovée.

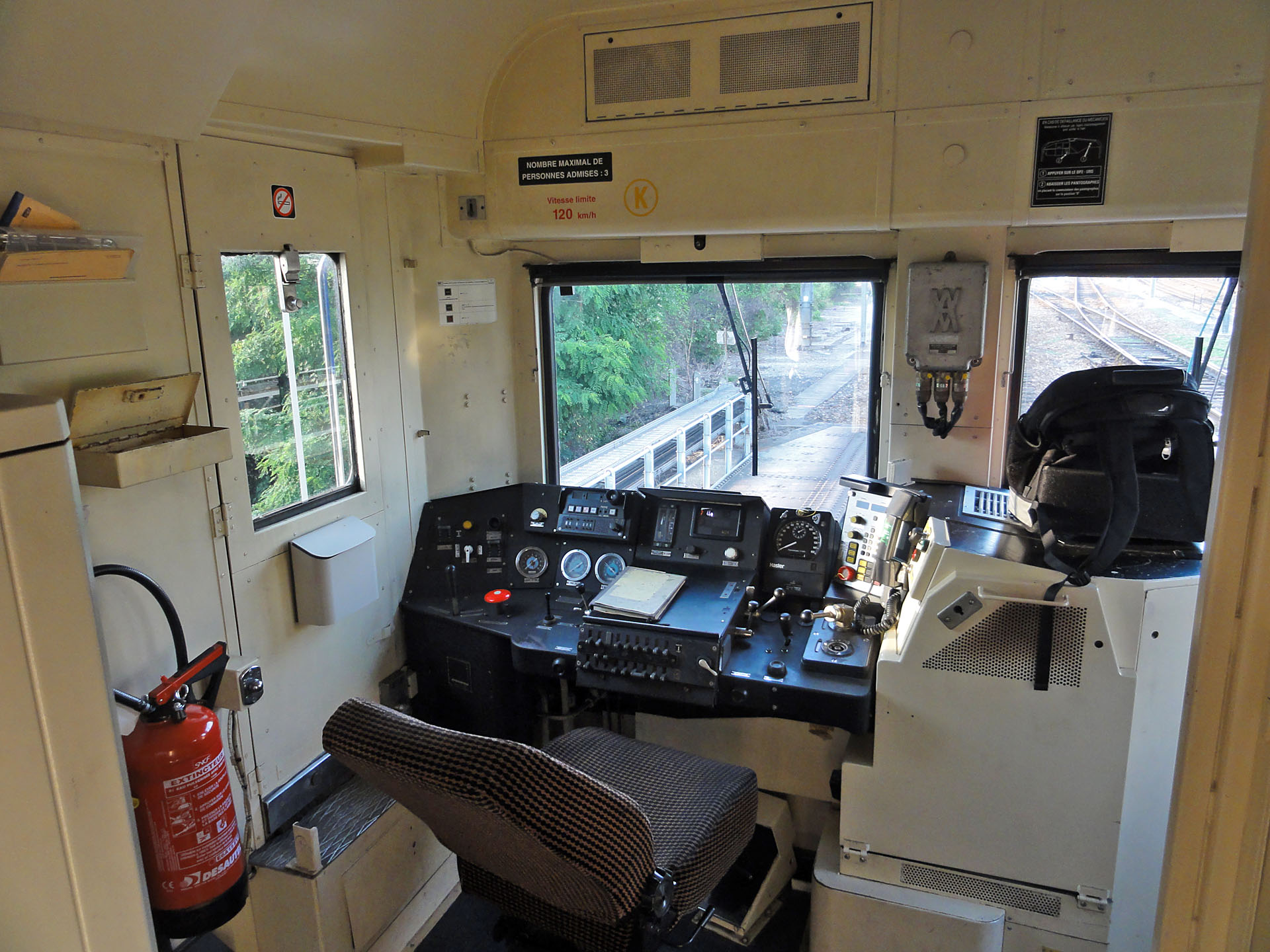
Cabine de conduite.

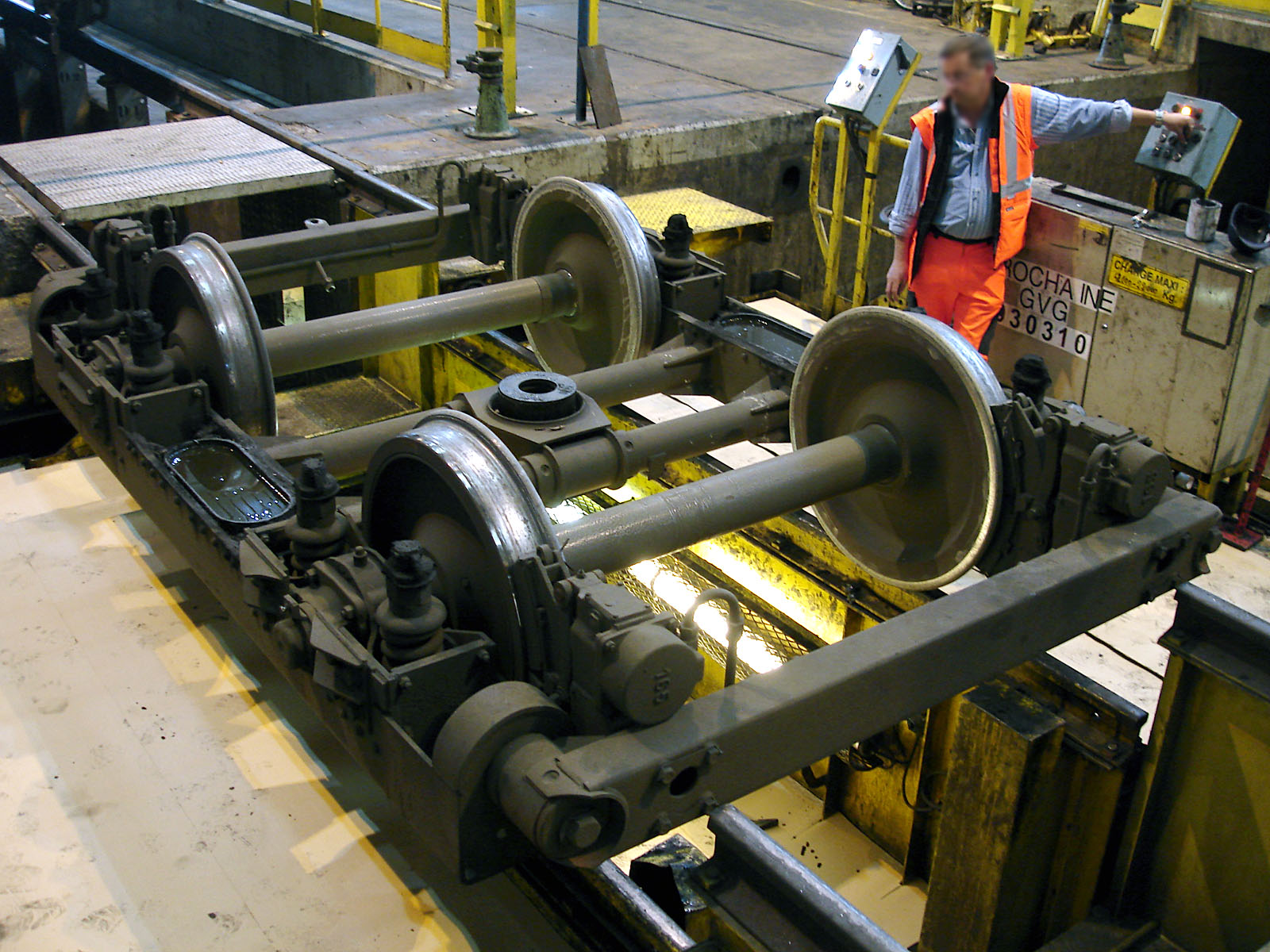
Dépose d'un bogie d'une RIB.

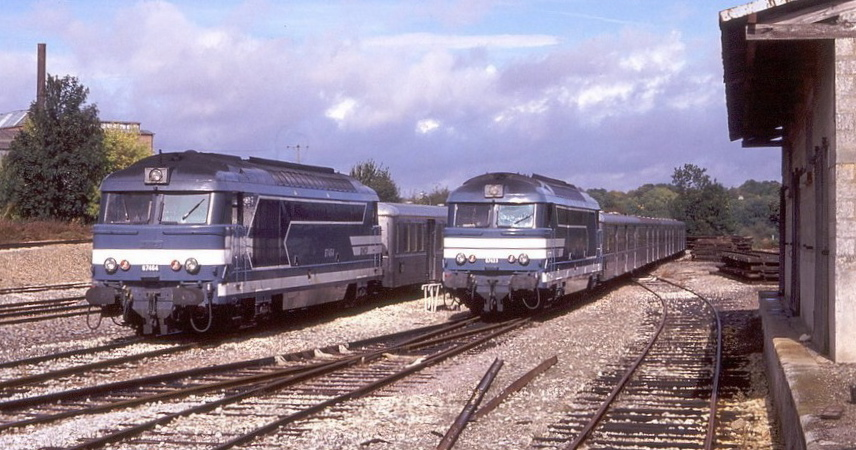
RIB remorquées par des BB 67400 en gare de La Ferté-Gaucher (1986).

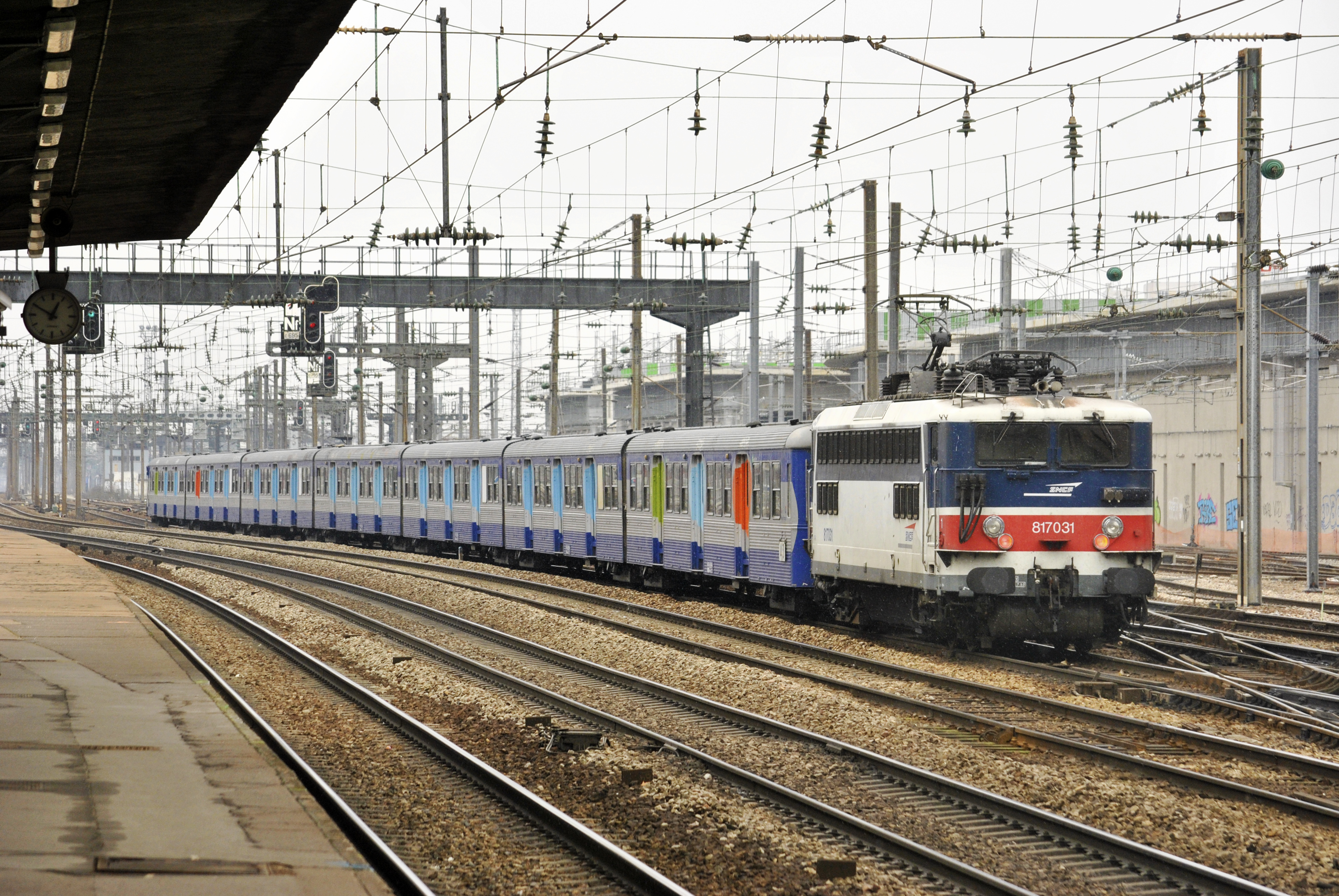
BB 17031 en pousse d'une rame de sept voitures

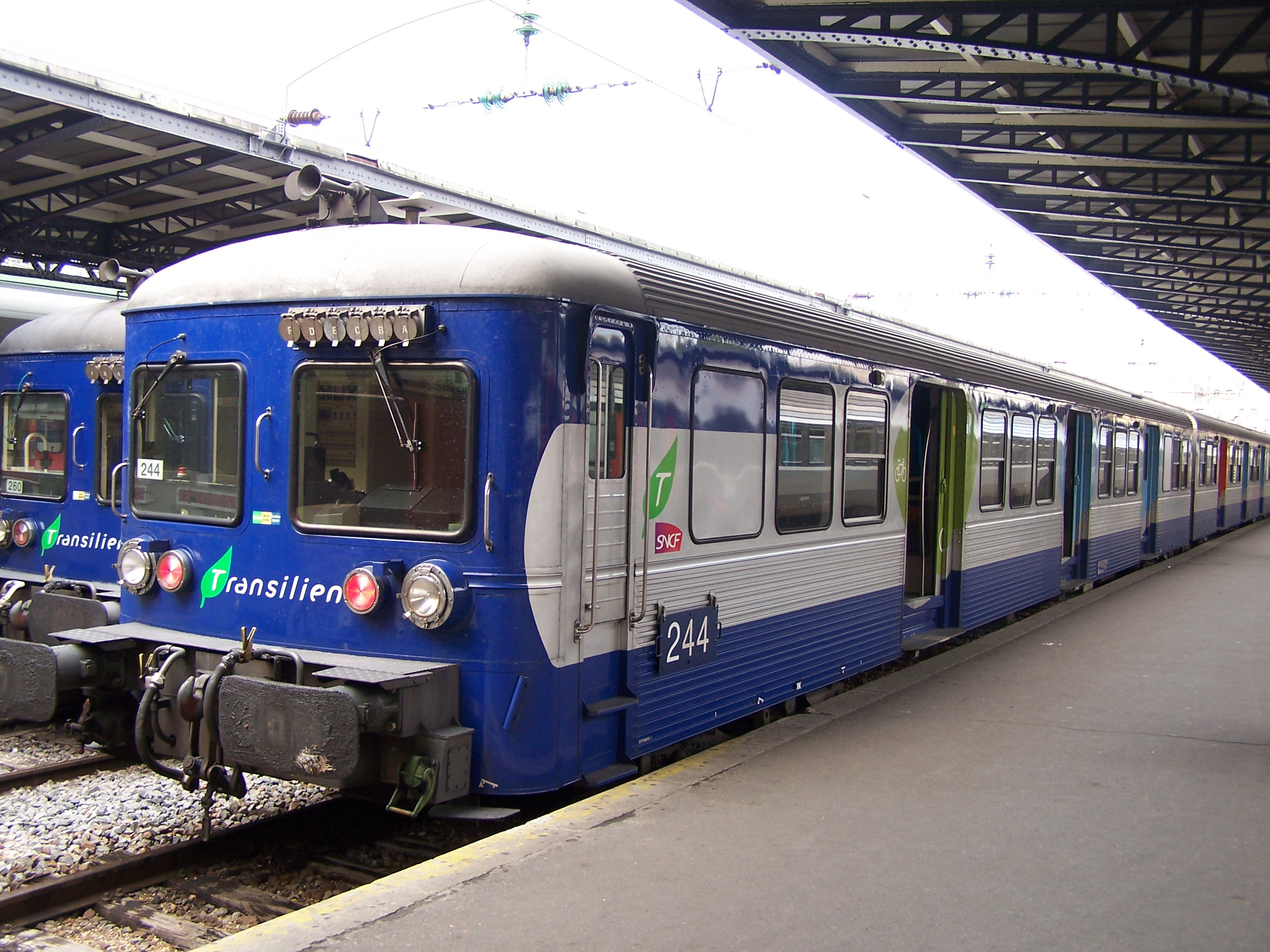
Rames stationnées en gare de Paris-Est.

Livrées de novembre 1961 à mars 1965, les RIB 60 sont des voitures destinées au trafic de banlieue. Conçues à l'origine comme remorques pour les automotrices 25 kV Z 9100 à venir (les prototypes 9050 étant déjà en circulation), elles corrigent le défaut principal des Z 5100 mises en service peu de temps avant, en adoptant un plancher surbaissé afin de faciliter les montées et les descentes. Du coup, le nombre d'accès a pu être réduit de quatre à trois en augmentant en conséquence le nombre de places assises.
Un premier lot de 80 caisses a d'abord été livré pour la banlieue Nord. Chaque élément comportait deux fois deux remorques à utiliser avec les automotrices quand elles seraient livrées. Une seule des deux cabines de conduite était équipée, l'autre restant à aménager. La numérotation tenait compte de ces dispositions, ZS 19100 pour la remorque d'extrémité avec cabine équipée, ZR 29100 pour les deux remorques intermédiaires et ZR 29500 pour la remorque d'extrémité avec cabine non équipée.
Sur les 80 caisses, deux ont été livrées comme remorques pour la Z 9059. Les autres ont été utilisées en rames de deux éléments de quatre caisses correspondant aux rames « métro » de huit voitures qu'elles remplaçaient.
Les 69 premières ont été équipées d'un bogie simplifié dit « Jacquemin » d'un empattement de 1,90 m conçu pour se glisser sous le plancher surbaissé. Ce bogie dérivé du bogie « Diamond » à un seul étage de suspension s'est avéré très inconfortable. En fin de lot, neuf caisses ont été équipées du bogie dit « Bruhat » ou « 19058 » d'un empattement de 1,67 m dont le châssis est positionné sous les boîtes d'essieux. Malgré son empattement réduit, les qualités de ce bogie l'ont fait généraliser à toute la suite de la série et au matériel similaire, surtout dans sa version à ressorts pneumatiques.
Fin 1962, un complément de commande concernant sept remorques mixtes ZRABD et huit de 2e classe ZRB a permis de mettre en circulation des rames de six caisses dont deux mixtes, en particulier sur la banlieue d'Aulnay-sous-Bois nécessitant moins de capacité.
L'arrivée des premières Z 6100 en 1965 signe définitivement l'utilisation des RIB en rames tractées. Ces Z 6100 permettant de moduler la longueur des trains en trois, six ou neuf caisses, la région Nord affecte alors la totalité des quinze remorques complémentaires à la création de quatre rames-blocs de huit caisses. Ce faisant, le compartiment de 1re classe de trois de ces ZRABD est déclassé sans modifications.
À la suite de la tranche complémentaire de 1962, un lot de 108 caisses a été attribué à la banlieue Est. L'aménagement intérieur était différent des précédentes, avec un grand compartiment à bagages accessible aux voyageurs et équipé de strapontins derrière la cabine de conduite dans une voiture ZRBDx, avec à l'autre bout une voiture ZRAB comportant un petit compartiment de 2e classe côté locomotive, le reste de la caisse étant en 1re classe. Par ailleurs, la décision définitive d'utiliser ces caisses en rames tractées a conduit à intégrer la cabine de conduite inutilisée au compartiment de 2e classe, et à renforcer l'extrémité de cette caisse avec de la tôle d'inox ondulée. Les fenêtres de la cabine non aménagée sur les RIB 60 Nord ont été remplacées par de la tôle durant les années 1980.
La région Est n'ayant pas pris en compte l'utilisation de Z 6100, l'allègement des compositions en heures creuses s'est fait en découplant les deux segments des rames. La banlieue Est n'a donc pas connu de rames-blocs.
Au début des années 1970, quelques éléments ont été affectés au service  Métrolor entre Nancy et Thionville. Réduits à trois caisses et tractés ou poussés par des BB 16500, ils ont rendu de bons services grâce à la réversibilité.
Dix caisses de ce parc de RIB 60 sont finalement devenues des remorques d'automotrices. La ZR 29159 du parc Est sous le numéro ZR 26115, les huit caisses de la rame-bloc Nord C50 entièrement montée sur bogies 19058 plus la ZR 29146 ont été transformées en remorques de Z 5300 en 1981.
Des compositions mixtes RIB 60 et 70 se sont imposées pour deux éléments affectés à la banlieue Est où des caisses RIB 70 ont permis de compléter deux éléments RIB 60, l'un accidenté, l'autre incomplet d'origine.
Aujourd'hui, certaines ont été transformées en RIO 88 avec suppression de la porte centrale, remplacée par une grande vitre unique sous laquelle a été aménagée une rotonde au lieu des sièges traditionnels, et adoption du masque de face avant des RRR (cette dernière opération n'étant pas généralisée). Pour assurer un meilleur service, elles ont été montées sur le bogie Y34 apparu sous les RIO 76 . Les autres ont été radiées.
|          | Voiture pilote ZRBx | deux voitures intermédiaires ZRBz | deux voitures intermédiaires ZRBz | Voiture mixte ZRABD | Rame complète |
| -------- | ------------------- | --------------------------------- | --------------------------------- | ------------------- | ------------- |
| Longueur | 25,300 m            | 23,800 m                          | 23,800 m                          | 25,400 m            | 98,300 m      |
| Tare     | 31 t                | 28,5 t                            | 28,5 t                            | 31 t                | 119 t         |
| Capacité | 107 places          | 107 places                        | 107 places                        | 36/41 places        | 36/362 places |

|          | Voiture pilote ZRBDx       | deux voitures intermédiaires ZRBz | deux voitures intermédiaires ZRBz | Voiture mixte ZRAB | Rame complète                  |
| -------- | -------------------------- | --------------------------------- | --------------------------------- | ------------------ | ------------------------------ |
| Longueur | 25,300 m                   | 23,800 m                          | 23,800 m                          | 25,400 m           |                                |
| Tare     | 31 t                       | 28,5 t                            | 28,5 t                            | 31 t               | 119 t                          |
| Capacité | 79 places + 16 strapontins | 107 places                        | 107 places                        | 61/23 places       | 61/316 places + 16 strapontins |

## RIB 70
Au nombre de 239 voitures, ces rames déployées au début des années 1970, toujours restreintes aux locomotives 25 kV, présentent quelques améliorations par rapport aux RIB 60. L'esthétique est améliorée par le montage des vitres sur joint de néoprène permettant la suppression du cadre en relief entourant les groupes de trois baies. Le confort est accru par la présence de strapontins sur toutes les plateformes et l'utilisation de revêtements stratifiés mouchetés jaune et blanc au lieu de simple peinture jaune.
|          | Voiture pilote ZRBx        | deux voitures intermédiaires ZRBz | deux voitures intermédiaires ZRBz | Voiture mixte ZRABD           | Rame complète                   |
| -------- | -------------------------- | --------------------------------- | --------------------------------- | ----------------------------- | ------------------------------- |
| Longueur | 25,700 m                   | 24,100 m                          | 24,100 m                          | 25,100 m                      |                                 |
| Tare     | 28,5 t                     | 26,5 t                            | 26,5 t                            | 28,5 t                        | 110 t                           |
| Capacité | 107 places +22 strapontins | 107 places +22 strapontins        | 107 places +22 strapontins        | 36/41 places +6/9 strapontins | 36/362 places +6/75 strapontins |

Ce parc important se répand en dehors des premières affectations qui reçoivent néanmoins 68 caisses (Nord) et 86 caisses (Est) en plusieurs étapes. Des caisses, au nombre de 73, forment dix rames de sept caisses à Paris-Saint-Lazare pour remplacer les rames Talbot ; trois de ces rames sont modifiées pour la desserte des quais hauts, nombre porté à quatre ultérieurement. Quatre segments de trois caisses sont affectés à Nancy, où ils remplacent les RIB 60 qui retournent à Paris-Est.
Cette distribution initiale est l'objet de nombreuses évolutions. On retiendra l'extension des services en province, avec (au 1er janvier 1988) six segments de trois caisses à Nancy et cinq à Strasbourg, tandis que la banlieue Est reçoit 17 segments de Paris-Nord par une cascade initiée par la réception des premières Z 5600 sur la banlieue Sud-Est. Le nombre total de caisses de cette tranche 70 pour cette banlieue est ainsi porté à 132, soit 34 segments. Temporairement, trois segments modifiés en bicourant sont affectés au service 'Stélyrail' Lyon - Saint Étienne en attendant la réception du matériel type 76 commandé par l'organisme mis en place pour cette desserte.
Deux caisses sont transformées, la ZRB 22-07021 en remorque d'automotrice ZRB 26135 et la ZRABD 81-07323 en ZRBx bicourant 22-07323 pour remplacer la ZRBx RIB 76 22-37578 détruite à Villeneuve-Saint-Georges en 1981, tandis que deux caisses sont radiées à la suite d'un accident.
Leur retrait a commencé en 1998. Celles qui n'ont pas été radiées sont revêtues de la livrée Transilien.

## RIB 76 et RIO
Les cabines de conduite sont désormais équipées d'un nouveau pupitre de type fonctionnel, avec un manipulateur de traction à levier comme sur les VB 2N. L'agrandissement de la cabine derrière le conducteur fait perdre quatre places. Aptes pour une majorité d'entre elles à circuler sous 1500 V, sous 25 kV ou en traction Diesel, elles peuvent être prises en compte par les BB 16500, BB 17000, BB 25500, BB 8500, BB 9600, BB 66400, BB 67300 et BB 67400. Cette flexibilité remarquable leur permet d'être omniprésentes sur le réseau et plus seulement en Île-de-France.
De ce fait, après une première livraison de 150 voitures pour la banlieue dites RIB 76, les 474 suivantes recevront le qualificatif de rames inox omnibus (RIO). Une partie de ce parc de 474 caisses est affecté à la SNCF, tant pour la banlieue que pour des dessertes à plus grande distance, l'autre partie aux entités régionales qui se sont créées pour gérer les services omnibus régionaux.
Les 624 caisses ont été commandées en plusieurs fois pour les différents utilisateurs

| nombre de caisses | organisme              | type                            | nombre de segments      | voitures par segment    |
| 150               | SNCF                   | bicourant bicourant mono-diesel | 24 3 12                 | 4 6 3                   |
| 12                | Stélyrail              | bicourant                       | 3                       | 4                       |
| 195               | EPR Nord-Pas de Calais | monophasé mono-diesel           | 47 18                   | 3                       |
| 30                | SNCF                   | bicourant-diesel                | 2 4                     | 7 4                     |
| 49                | SNCF                   | bicourant-diesel                | 3 7                     | 7 4                     |
| 6                 | EPR Alsace             | bicourant-diesel                | 2                       | 3                       |
| 32                | SNCF                   | bicourant-diesel                | 8                       | 4                       |
| 30                | EPR Provence           | bicourant-diesel                | 10                      | 3                       |
| 60                | SNCF                   | bicourant-diesel                | 15                      | 4                       |
| 30                | EPR Provence           | bicourant-diesel                | 10                      | 3                       |
| 15                | SNCF                   | bicourant-diesel                | remorques intercalaires | remorques intercalaires |
| 15                | EPR Provence           | bicourant-diesel                | 5                       | 3                       |

Concrètement, la différence entre les RIB 76 et les RIO ne concerne que les aménagements intérieurs, en particulier l'adoption de sièges individuels de type Z 6400 sur les RIO au lieu des classiques banquettes Analyse de la valeur. Compte tenu du climat méditerranéen, les RIO Provence ne comportent que quatre places de front au lieu de cinq en 2e classe.
À partir de la commande de l'EPR Alsace, le matériel est monté sur un nouveau boggie Y34 qui, avec un empattement de 2,50 m se révèle beaucoup plus stable et permet la vitesse de 140 km/h, machine en tête, au lieu de 120 km/h. La parenté technique des RIB 76 et des RIO les fait utiliser en banalité, tout au moins sur les relations gérées par la SNCF.
|          | Voiture pilote ZRBx        | deux voitures intermédiaires ZRBz | deux voitures intermédiaires ZRBz | Voiture mixte ZRABD           | Rame complète                   |
| -------- | -------------------------- | --------------------------------- | --------------------------------- | ----------------------------- | ------------------------------- |
| Longueur | 25,750 m                   | 24,100 m                          | 24,100 m                          | 25,100 m                      | 99,05 m                         |
| Tare     | 28,5 t                     | 26,5 t                            | 26,5 t                            | 30,0 t                        | 111,5 t                         |
| Capacité | 103 places +22 strapontins | 107 places +22 strapontins        | 107 places +22 strapontins        | 36/41 places +6/9 strapontins | 36/358 places +6/75 strapontins |

Les rames du premier lot de 150 caisses RIB 76 vont être utilisées sur de toutes nouvelles dessertes.
La banlieue de Montparnasse rompt avec le tout automotrices en recevant 14 segments qui desserviront Rambouillet, Chartres et Plaisir - Grignon. Ces 14 segments seront complétés ultérieurement par des RIO, jusqu'à atteindre le nombre de 32.
Pour la première fois depuis 1954, la banlieue Sud-Est va être dotée de rames tractées, dix segments d'abord, puis huit mutés de Montrouge. Les huit caisses initiales de ces rames sont réduites à sept (quatre+trois) à la mise en service de la gare souterraine de la gare de Lyon pour faciliter la sortie de la gare. Par exception, après l'accident de Villeneuve-Saint-Georges, une rame de neuf caisses (quatre+cinq) ne rentrant pas en gare souterraine a été formée pour desservir Sens. Ce parc sera ventilé sur d'autres banlieues après l'arrivée du matériel à deux niveaux (ZR2N d'abord et Z2N ensuite).
Un lot de trois rames à six caisses a été attribué à Nice pour desservir la ligne de la Côte d'Azur. D'abord bicourant, puis portées à sept caisses, elles seront transformées en bicourant-diesel, réduites à quatre caisses et mutées à Paris-Nord pour être remplacées par les RIO commandées par l’Établissement Public.
Douze segments monophasé-diesel de trois caisses sont affectés à Strasbourg. Ils seront ultérieurement complétés à quatre caisses et répartis entre les autres utilisateurs à l'arrivée des RRR.
Le parc de RIB 70 de la banlieue Saint-Lazare sera complété par trois rames de sept caisses qui permettront d'initier la desserte de la ligne de Gisors.
La suite des livraisons concerne 474 caisses dénommées RIO livrées aux établissement qui les ont commandées ou à la SNCF qui les utilisera aussi bien en banlieue.
Quatre établissements sont concernés :
- L'EPR Nord-Pas-de-Calais reçoit le plus important parc de matériel hors Île-de-France, avec 195 caisses formant 65 segments de trois caisses, 47 monophasés E01 à E47 et 18 mono-diesel M01 à M18. Ces rames éventuellement couplées par deux irrigueront toute la région jusqu'à la mise en service des B 82500 et des Z 24500.
- Stélyrail reçoit trois segments de quatre caisses qui remplacent les RIB 70 utilisées jusque-là.
- Six caisses en deux segments de trois inaugurant le nouveau boggie Y34 sont livrées à l'EPR Alsace pour Strasbourg-Mulhouse d'abord, puis d'autres destinations de la région.
- L'EPR Provence-Alpes-Côte d'Azur reçoit 25 segments de trois caisses, dont 10 à Nice pour la ligne de la Côte entre Saint-Raphaël et Vintimille, et 15 à Marseille pour Toulon, Aix, Avignon et Orange.

Le reste est réceptionné par la SNCF et fait l'objet de nombreuses mutations et transformations.
- Le parc de la banlieue Saint-Lazare (Clichy) est complété par cinq rames de sept caisses qui permettent de desservir les lignes de Gisors et d’Évreux.
- La banlieue Montparnasse (Montrouge) reçoit jusqu'à 18 segments, neufs ou par mutation, pour étendre les dessertes en particulier sur Mantes.
- La banlieue Est (Noisy-le-Sec) reçoit 10 segments, dont deux à cinq caisses.
- Cinq bicourant-Diesel pour la banlieue Nord (Joncherolles) servent à éliminer les rames Talbot utilisées avec des BB 66000 et fourgons-chaudières sur la ligne d'Ermont. Ils sont libérés par la mise en service de la branche VMI du RER C.

On constatera que ce matériel initialement conçu comme remorques d'automotrices pour la banlieue Nord a conquis la quasi-totalité du réseau d'Île-de-France, puisque seule la gare d'Austerlitz et les relations au départ de celle-ci n'ont jamais vu de rames de ce type.
Deux voitures ZRBx ont été amorties après accident :
- la RIB 76 22-37578 à Villeneuve-Saint-Georges après rupture de boîte d'essieu, en mars 1981 ;
- la RIO 22-37717 à Paris-Est après un incident sur la 16500 en pousse, en août 1988.

## Rénovation
Entre 2002 et 2007, les rames inox de banlieue ont bénéficié d'une rénovation lourde avec la nouvelle livrée Smarties (identité visuelle de Transilien) et les nouveaux intérieurs dotés de sièges individuels type VB 2N/Z 2N rénovées,.

## Fin de service
Remplacées par des Z 50000, les dernières RIB 70, 76 et RIO ont circulé :
- jusqu'au 13 décembre 2015, sur la ligne J du Transilien ;
- jusqu'au 2 septembre 2016, sur la ligne K ;
- jusqu'au 8 décembre 2016, sur la ligne H entre Creil et Pontoise ;
- jusqu'en août 2020, revêtues de la livrée bleue à berlingots, entre Paris-Est et La Ferté-Milon, aux heures de pointe.

Ce dernier épisode marque la fin des trains assurés par des RIB ou des RIO sur le réseau d'Île-de-France.

## Modélisme
Les rames RIB 70 ou 76 ou RIO ont été reproduites par Jouef dans différentes variantes de décoration.